# Aubry-le-Panthou

Aubry-le-Panthou este o comună în departamentul Orne, Franța. În 1 ianuarie 2022 avea o populație de 130 de locuitori.